# 충담사
충담사(忠談師, ?~?)는 신라 경덕왕 때의 승려이다.

## 생애
경덕왕의 부름을 받고 왕을 맞아 음력 3월 3일과 9월 9일에 미륵세존에게 드리던 차를 끓여 왕에게 권하고 향가 《안민가》를 지었다. 또 하나의 작품 《찬기파랑가》와 함께 《삼국유사》에 실려 전해진다.